# Kopjafa

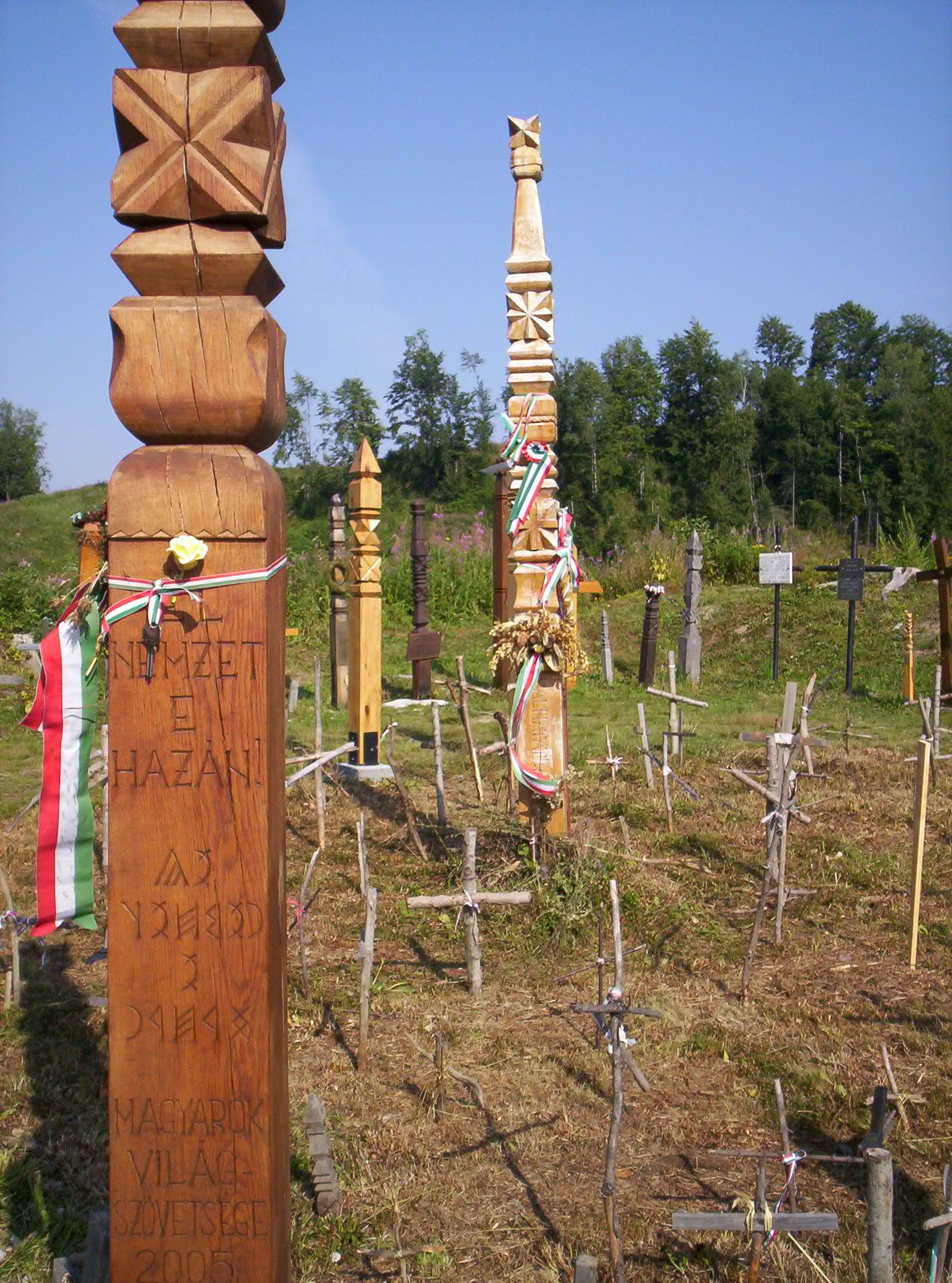
Kopjafák a Nyerges-tetőn

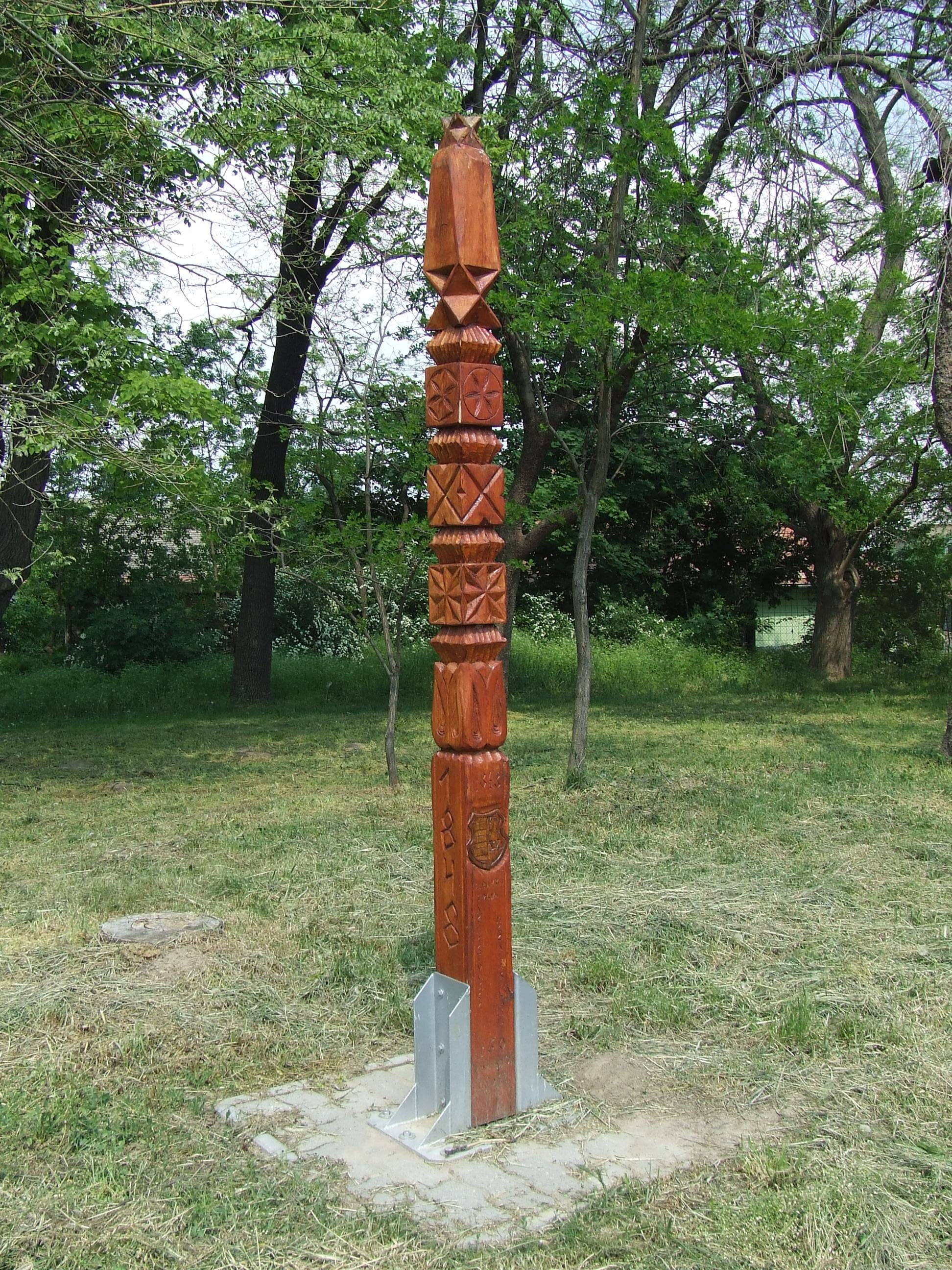
Kopjafa, Hősök ligete, Mohács

A kopjafa általában fából, ritkábban kőből kifaragott, díszített emlékoszlop. Székelyföld közismert kulturális eleme.
Általában megemlékezésül vagy kegyeleti emlékként szolgálhat, esetleg kerti plasztikaként. Gyakran egy ember magasságával bír, kiforrott harmónia és formavilág jellemzi. Műkedvelő népművészek faragják, többnyire önkényesen megállapított szabályok szerint. Motívumkincse a protestáns gombosfák formavilágát idézi. Terjesztésében fontos szerepe van a faragóiskoláknak, -táboroknak (pl. Csernáton). A magyar népművészet romantikus megközelítése vezetett a kialakulásához.
A kopjafaállítás régi székely szokásra vezethető vissza. Temetéskor a koporsót két kopjafának nevezett rúdon vitték ki a temetőbe, s ezeket a sírhalom két végébe tűzték. Habár eredeti funkcióját elvesztette, ma is látni ilyent háromszéki református temetőkben (Bita, Nagyborosnyó, Szörcse, Erdőfüle stb.).
Nem azonos a nép által kopjafának nevezett sírjellel. Faragása reneszánszát éli és mint nemzeti szimbólumot használják emlékhelyek megjelölésére.
Igen kevesen értenek a faragásukhoz. A készítők leginkább vésővel dolgoznak.